# Ernest Bai Koroma
Ernest Bai Koroma, född 2 oktober 1953 i Makeni, Sierra Leone, är en sierraleonsk politiker. Han var landets fjärde president mellan 17 september 2007 och 4 april 2018. I presidentvalet 2007 vann han med 54,6 % av rösterna[källa behövs], och återvaldes 2012 med 58,7 procent av rösterna (utmanaren Julius Maada Bio fick 37,4 procent). Koroma tillhör partiet All People's Congress (Hela Folkets Kongress). Han efterträddes av Julius Maada Bio

## Infrastruktur
Under de första åren av sitt styre har Koroma fokuserat på att bygga upp infrastrukturen i landet efter inbördeskriget, liksom att arbeta mot korruptionen, för bättre säkerhet samt mer utländska investeringar .

## Skogsskydd
Ett annat område som Koroma har arbetat med är skydd av skogen. Bland annat har han upprättat en ny stor nationalpark vid Gola Forest, och förbjudit export av timmer. Särskilt har han anklagat kinesisktägda företag för att plundra nationens skogar.

## Kritik av Mugabe
President Koroma har kritiserat Zimbabwes president Robert Mugabe liksom valet i Zimbabwe.